# Ashlyn Harris
Ashlyn Michelle Harris (født 10. oktober 1985) er en kvindelig amerikansk fodboldspiller, der spiller som målmand for Portland Thorns FC i National Women's Soccer League og USA's kvindefodboldlandshold, siden 2013. Hun har tidligere spillet for Washington Spirit og svenske Tyresö FF.
Hun fik debut på det amerikanske A-landshold i 11. marts 2013, i en landskamp mod England, hvor hun spillede samtlige 90 minutter.
Harris var med til at vinde VM 2015 i Canada og VM 2019 i Frankrig.